# Maiko Nakaokaová
Maiko Nakaokaová (japonsky 中岡 麻衣子, * 15. února 1985 Amagasaki) je bývalá japonská fotbalistka.

## Reprezentační kariéra
Za japonskou reprezentaci v letech 2005 až 2007 odehrála 14 reprezentačních utkání. Byla členkou japonské reprezentace i na Mistrovství Asie ve fotbale žen 2006.

## Statistiky
| Japonsko | Japonsko | Japonsko |
| Roky     | Záp.     | Góly     |
| -------- | -------- | -------- |
| 2005     | 3        | 0        |
| 2006     | 10       | 0        |
| 2007     | 1        | 0        |
| Celkem   | 14       | 0        |